# Nogodina reticulata
Nogodina reticulata är en insektsart som först beskrevs av Fabricius 1781.  Nogodina reticulata ingår i släktet Nogodina och familjen Nogodinidae. Inga underarter finns listade i Catalogue of Life.